# Katharina Nohl
Katharina Nohl (* 1973 in der DDR) ist eine deutsche Komponistin und Pianistin.

## Leben und Wirken
Nohl studierte Klavier, Performance und Musikwissenschaften in Southampton, Ferrara und London. Anschließend lebte sie einige Zeit in München und studierte dann bei Alfons Kontarsky am Mozarteum Salzburg sowie bei Werner Bärtschi.
Seit 2015 ist sie als Komponistin tätig. Ihr erstes Werk war die Neuinterpretation des türkischen Volksliedes Üsküdar'a gider iken von Fazıl Say. 2016 veröffentlichte sie ihr Debütalbum Creating Childhood bei OehmsClassics.
Seit 2017 gibt sie internationale Konzerte.
Für das Jugend-Symphonieorchester von St. Petersburg komponierte Nohl das Werk By the Baltic Sea. Die Uraufführung fand, mit ihr als Pianistin, im Juli 2019 in St. Petersburg statt.
Nohl ist Mitbegründerin des Swiss Female Composers Festival. In Zusammenarbeit mit der Zürcher Hochschule der Künste (ZHdK) sollte das Festival für Komponistinnen 2020 das erste Mal stattfinden, wurde aber wegen der Corona-Pandemie auf den Herbst 2021 verschoben.
Seit 2002 lebt sie in der Schweiz, ist verheiratet und hat zwei Töchter.

## Kompositionen (Auswahl)

### Klavier
Klavier solo:
- 2015: Üsküdar'a gider iken
- 2016: In Memory - dedicated to a friend
- 2017: Germanen-Tanz
- 2018: Crystal

Klavier 4-händig:
- 2017: Das Munotglöcklein

### Orchester
- 2018: Das Munotglöcklein
- 2019: By the Baltic Sea

## Diskographie
- 2016: Creating Childhood (Oehms Classics)